# San Juan Capistrano
San Juan Capistrano je město v okrese Orange County ve státě Kalifornie ve Spojených státech amerických.
K roku 2010 zde žilo 34 593 obyvatel. S celkovou rozlohou 37,024 km² byla hustota zalidnění 930 obyvatel na km².